# Yoriko Shōno
Yoriko Shōno (jap. 笙野 頼子, Shōno Yoriko; bürgerlich 市川 頼子, Ichikawa Yoriko; geboren 16. März 1956) ist eine japanische Schriftstellerin.
Shōno ist eine Vertreterin der Junbungaku-Literatur, der „reinen Literatur“. Sie genießt großes Ansehen bei der japanischen Literaturkritik; entsprechend zahlreich sind die Literaturpreise, mit denen sie bereits ausgezeichnet wurde: 1981 erhielt sie für den Roman Gokuraku (極楽) den Gunzō-Nachwuchspreis, 1991 für Nanimo shite nai (なにもしてない) den Noma-Literaturpreis für Debütanten. Im Jahr 1994 wurde sie mit dem Akutagawa-Preis für Taimu surippu konbināto (タイムスリップ・コンビナート) und dem Mishima-Preis für Nihyakkaiki (二百回忌) ausgezeichnet. Für Yūkai morimusume ibun (幽界森娘異聞) erhielt sie 2001 den Izumi-Kyōka-Literaturpreis und für Kompira (金毘羅) 2005 den Itō-Sei-Literaturpreis. Für den Science-Fiction-Roman Shuǐjīng nèi zhìdù erhielt sie 2003 den Sense of Gender Award.

## Quelle
- Frenchy Lunning: "Shōno Yoriko's Critique of the Lolicon" in "Fanthropologies", University of Minnesota Press, 2010, ISBN 978-1-4529-1565-4, S. 330 ff

| Personendaten    | Personendaten               |
| ---------------- | --------------------------- |
| NAME             | Shōno, Yoriko               |
| ALTERNATIVNAMEN  | 笙野 頼子 (japanisch)       |
| KURZBESCHREIBUNG | japanische Schriftstellerin |
| GEBURTSDATUM     | 16. März 1956               |